# هكر (ريمة)
هكر هي إحدى قرى مديرية كسمة بمحافظة ريمة اليمنية، بلغ تعداد سكانها 1284 نسمة حسب إحصاء اليمن لعام 2004.